# مسجد نبی یونس
مسجدالنبی یونس مسجدی تاریخی بود که در موصل، عراق واقع شده بود. در آن مقبره‌ای وجود داشت که گمان می‌رود مقبره یونس پیامبر بوده باشد.
مسجد یونس یکی از مساجد تاریخی و باستان‌شناسی عراق است که در دامنه غربی تپه یونس یا همان تپه حضرت یونس در موصل قرار دارد

## تاریخچه
مقبره ادعایی یونس پیامبر توسط جلال‌الدین ابراهیم الخطنی در جریان بازسازی مکان به عنوان مسجد جماعت در سال ۱۳۶۵ (میلادی) کشف شد. با این حال، خود این مسجد نیز بر روی یک کلیسای مسیحی آشوری تخریب شده که نشانه مقبره یونس بود، ساخته شد.
در سال ۱۹۲۴، یک معمار اهل ترکیه یک مناره بزرگ به مسجد اضافه کرد که جلوه دیگری به مسجد داد. در سال ۱۹۹۰ این مسجد بازسازی شده و مقداری وسعت یافت.

## ساختمان
مقبره‌ای که در گوشه مسجد قرار دارد گفته می‌شود متعلق به یونس پیامبر است. اطراف آن یک ضریح چوبی ساخته شده است. برخی به اینکه این مقبره متعلق به یونس پیامبر است تردید دارند.  توماس کارلسون، استادیار دانشگاه اوکلاهاما و نویسنده کتاب «مسیحیت در عراق قرن پانزدهم» می‌گوید که در قرون وسطی، به دلیل وجود وسایل ارتباطی ضعیف بین فواصل دور، بسیاری از مشاهیر باستانی چندین قبر در چندین مکان داشتند.
علاوه بر مقبره یونس، زیارتگاه جدیدی نیز در کنار مسجد قرار دارد که مقبره شیخ رشید لولان را در خود جای داده است. قدمت این زیارتگاه به دهه ۱۹۶۰ (میلادی) برمی‌گردد.
مسجد دارای یک مناره و یک گنبد مخروطی بود. طبقات مسجد از مرمر گچی ساخته شده و نمازخانه‌ها دارای ورودی‌های قوسی شکل بوده که بر روی آن آیات قرآن نقش بسته است.
این مسجد در بالای تپه قرار گرفته است که به آن منظره‌ای متمایز و برجسته در میان نشانه‌های شهر می‌دهد که طراحی معماری آن به معماری ترکیه نزدیک است.

## انفجار در مسجد
مسجد نبی یونس در ۲۴ ژوئیه ۲۰۱۴، توسط دولت اسلامی عراق و شام بمبگذاری و منفجر شد. این انفجار باعث خرابی دیوار بیرونی مسجد و آسیب به چند خانه شد. داعش ادعا کرد که «مسجد محل ارتداد شده بود نه نماز».